# Acusats
Acusats (títol original en anglès The Accused) és una pel·lícula estatunidenca dirigida per Jonathan Kaplan, estrenada el 1988 i doblada al català.

## Argument
Kathryn Murphy, advocada, agafa la defensa de Sarah Tobias, que ha estat violada un vespre per tres homes en un bar sota els ulls passius, fins i tot complaents, dels altres clients del bar. Persegueixen els violadors i els clients perquè Sarah trobi la seva dignitat.

## Repartiment
- Kelly McGillis: Kathryn Murphy
- Jodie Foster: Sarah Tobias
- Bernie Coulson: Ken Joyce
- Leo Rossi: Cliff 'Scorpion' Albrect
- Ann Hearn: Sally Fraser
- Carmen Argenziano: D.A. Paul Rudolph
- Steve Antin: Bob Joiner
- Tom O'Brien: Larry
- Peter Van Norden: l'advocat Paulsen
- Terry David Mulligan: el tinent Duncan
- Woody Brown: Danny
- Scott Paulin: l'advocat Ben Wainwright
- Kim Kondrashoff: Kurt
- Stephen E. Miller: Polito
- Tom Heaton: Jesse, el barman

## Al voltant de la pel·lícula
- El rodatge va tenir lloc des del 6 de gener al 14 de febrer de 1988 a Vancouver.
- La pel·lícula està basada en la història de Cheryl Araujo, violada el 6 de març 1983 a un bar de New Bedford (Massachusetts).

## Banda sonora original
- I'm Talking Love, interpretat per Vanessa Anderson
- At This Moment, interpretat per Billy Vera & The Beaters
- Kiss of Fire, interpretat per The James Harman Band
- Love To The Limit, interpretat per Only Child
- Love In Return
- Middle Of Nowhere
- Walk In My Sleep, interpretat per House of Schock
- Mojo Boogie, interpretat per Johnny Winter

## Premis i nominacions

### Premis
- Oscar a la millor actriu 1988 per Jodie Foster.
- Globus d'Or a la millor actriu dramàtica 1989 per Jodie Foster.
- National Board of Review a la millor actriu per Jodie Foster, 1988.
- Premi David di Donatello a la millor actriu estrangera per Jodie Foster, 1989.

### Nominacions
- Os d'Or, Berlinale 1989.
- BAFTA a la millor actriu per Jodie Foster, 1990.